# (37460) 6102 P-L
6102 P-L (asteroide 37460) é um asteroide da cintura principal. Possui uma excentricidade de 0.20584480 e uma inclinação de 1.79594º.
Este asteroide foi descoberto no dia 24 de setembro de 1960 por Cornelis Johannes van Houten e Ingrid van Houten-Groeneveld e Tom Gehrels em Palomar.